# (7451) Verbitskaya
(7451) Verbitskaya (1978 PU2) – planetoida z pasa głównego asteroid okrążająca Słońce w ciągu 4 lat i 260 dni w średniej odległości 2,81 j.a. Została odkryta 8 sierpnia 1978 roku.